# Limnichoderus barberi
Limnichoderus barberi är en skalbaggsart som beskrevs av Wooldridge 1981. Limnichoderus barberi ingår i släktet Limnichoderus och familjen lerstrandbaggar. Inga underarter finns listade i Catalogue of Life.